# Bitwa pod Albarą
Bitwa pod Albarą – starcie zbrojne, które miało miejsce 30 grudnia 1097 roku w trakcie I wyprawy krzyżowej.

## Atak garnizonu tureckiego
Oblężenie Antiochii przez krzyżowców coraz bardziej się przeciągało i łacinnikom zaczęło brakować prowiantu. Po naradzie zadecydowano o wysłaniu części wojsk w poszukiwaniu żywności pod wodzą Boemunda z Tarentu i Roberta z Flandrii. 28 grudnia baronowie wyruszyli z obozu, zabierając ze sobą 400 rycerzy i 1000 wojowników pieszych. Mieli się udać w górę doliny Orontesu, w kierunku miasta Hama, z zadaniem złupienia tamtejszych wiosek. Podczas ich nieobecności, oblężeniem mieli kierować Rajmund z Tuluzy i Ademar z Monteil, biskup Le Puy. Gotfryd z Bouillon leżał wtedy ciężko chory i nie był w stanie dowodzić.
Namiestnik Antiochii Jaghi Sijan dowiedział się o wszystkim i, odczekawszy aż hufce Boemunda i Roberta wystarczająco się oddalą, nocą 29 grudnia dokonał wypadu z miasta wraz z silnym oddziałem i uderzył na obóz krzyżowców znajdujący się na północ od murów miejskich. Były to przede wszystkim wojska Rajmunda. Atak kompletnie zaskoczył żołnierzy chrześcijańskich. Sytuację uratowała przytomność Rajmunda, który w porę zareagował. Natychmiast skrzyknął drużynę konnych rycerzy i w ciemnościach dokonał szarży na Turków. Rozbił ich szyki i zmusił nieprzyjaciół do panicznej ucieczki na most. Rycerze Rajmunda ścigali Turków tak zajadle, że zdążyli przebyć most nim załoga miasta zamknęła bramę. Przez chwilę wydawało się, że krzyżowcy zdołają wedrzeć się do miasta, ale z powodu panującej ciemności nastąpił nieład, gdy jeden z wierzchowców wyrzucił swojego jeźdźca z siodła i począł się nagle cofać, spychając rycerzy na wąski most. Chrześcijanie wycofali się do obozu, a Turcy nie mieli odwagi ponownie ich zaatakować. Choć starcie to przyniosło zwycięstwo krzyżowcom, to po obu stronach poległo wielu ludzi.

## Bitwa z wojskami damasceńskimi
Nic nie wiedząc o walkach pod Antiochią, Boemund i Robert z Flandrii w pośpiechu jechali na południe. W tym czasie Dukak z Damaszku przygotowywał odsiecz dla obleganej Antiochii. W połowie miesiąca, wyruszył z Damaszku na czele pokaźnej armii, wraz ze swoim atabegiem Tughtakinem u boku i Szams ad-Daulą, synem Jaghi Sijana. W Hamie dołączył do niego tamtejszy emir ze swoimi oddziałami. Wojska prowadzone przez Dukaka liczyły łącznie około 10,000 ludzi. 30 grudnia, podczas pobytu w Szajzarze, doszła go wiadomość, że w okolicy przebywa część wojsk krzyżowych. Muzułmanie wyruszyli natychmiast i dopadli oddziały Roberta z Flandrii w pobliżu wsi Albara, kompletnie go zaskakując. Turcy niemal całkowicie otoczyli hufiec krzyżowców. Jednak Boemund, który przebywał nieco z tyłu, zorientowawszy się w sytuacji, zatrzymał większość swoich sił w odwodzie i uderzył na Turków, dopiero gdy ci byli już pewni zwycięstwa. Walcząc z Robertem, Dukak myślał, że walczy ze wszystkimi siłami krzyżowców w okolicy i zaangażował do bitwy wszystkie swoje oddziały. Szarża rycerzy normańskich pod wodzą Boemunda uratowała Roberta i rozbiła armię damasceńską, zadając jej tak ciężkie straty, że Dukak musiał wycofać się do Damaszku.

## Po bitwie
Pomimo zwycięstwa, siły krzyżowców w Albarze zostały mocno nadwątlone, przede wszystkim po stronie Roberta. Hrabia Flandrii wraz z Boemundem postanowił, że wrócą pod Antiochię, gdyż z powodu szczupłości swych sił nie byli w stanie kontynuować akcji aprowizacyjnej, do tego obawiali się, że w ich kierunku mogą zmierzać kolejne armie muzułmańskie z odsieczą dla miasta. Po splądrowaniu kilku wiosek i spaleniu jednego meczetu, powrócili do swoich towarzyszy pod Antiochią z niemal pustymi rękami. Sytuacja w obozie krzyżowców wyglądała ponuro. Po ciężkiej walce z oddziałami tureckimi w nocy 29 grudnia, wystąpiło trzęsienie ziemi, a niebo rozświetliła zorza polarna, co poczytano jako znak od Boga, wyrażający jego dezaprobatę dla grabieży okolicznych wiosek. Przez następne tygodnie nieustannie padały ulewne deszcze, co znacząco obniżyło morale wojsk krzyżowych. Niemniej jednak, pomimo dosyć sporych strat oraz niepowodzenia wyprawy aprowizacyjnej, krzyżowcy odnieśli nad Turkami dwa zwycięstwa, z którym ważne było zwłaszcza to drugie, w bitwie pod Albarą, dzięki któremu powstrzymana została odsiecz dla oblężonej Antiochii.